# دیوید راس
سر ویلیام دیوید رُس یا سر ویلیام دیوید راس (به انگلیسی: Sir William David Ross) متولد ۱۵ آوریل ۱۸۷۷ و درگذشته در ۵ می ۱۹۷۱) که با نام دیوید رُس یا (به انگلیسی: W. D. Ross) مشهور است، فیلسوف اسکاتلندی که بیشتر به خاطر کار در زمینه اخلاق مشهور است. شناخته شده‌ترین اثرش حق و باطل (به انگلیسی: The Right and the Good) در سال ۱۹۳۰ می‌باشد. وی همچنین به ترجمه و نقد برخی آثار ارسطو پرداخت.

## زندگی
ویلیام دیوید راس در تورسو در شمال اسکاتلند متولد شد. او بیشتر شش سال اول کودکی خود را در جنوب هند گذراند. وی در دبیرستان سلطنتی، ادینبرو و در دانشگاه ادینبرو تحصیل کرد. او در سال ۱۹۰۰ در کالج آوریل به عنوان سخنران برگزیده شد و در سال ۱۹۰۲ به عنوان فلوشیپ انتخاب شد.
رُس در سال ۱۹۱۵ به ارتش پیوست. در طول جنگ جهانی اول، او در وزارت جنگ‌افزار کار می‌کرد و در فهرست ویژه ای قرار داشت. وی در سال ۱۹۱۸ به نشان امپراتوری بریتانیا برای خدماتش در طول جنگ در سال ۱۹۳۸ نایل شد.
راس پروفسور فلسفه اخلاق در سالهای ۱۹۲۳ تا ۱۹۲۸، مدرس کالج آوریل آکسفورد در سالهای ۱۹۲۹ تا ۱۹۴۷، معاون دانشگاه آکسفورد از ۱۹۴۱ تا ۱۹۴۴ و معاون پروتکل معاونت علمی ۱۹۴۴ تا ۱۹۴۷ بود. او از سال ۱۹۳۹ تا ۱۹۴۰ رئیس اجتماع ارسطویی بود. او عضو آکادمی بریتانیایی و رئیس آن منصب در سال ۱۹۴۰ تا ۱۹۴۴ بود. در سال ۱۹۴۷ اولین رئیس کمیته مطبوعات سلطنتی انگلستان شد. او با ادیت اوگدن در سال ۱۹۰۶ ازدواج کرد و چهار دختر داشت.

## نظریه اخلاقی راس
یک واقع‌گرایی اخلاقی، یک شهودگرای اخلاقی بود. او استدلال کرد که حقایق اخلاقی وجود دارد. او نوشت:
 نظم اخلاقی، به همان اندازه بخشی از ماهیت اساسی جهان است (و یا از هر جهان ممکن که در آن همه عوامل اخلاقی وجود داشته باشد) همان‌طور که ساختار فضایی یا عددی در هندسه یا ریاضی بیان شده‌است.
بنابراین طبق گفته راس چیزی که خوب است صحیح است به شرط آنکه واقعاً خوب باشد. راس با گفته جرج ادوارد مور که هر گونه تلاش برای تعریف اصول اخلاقی صرفاً به لحاظ اظهارات دربارهٔ دنیای طبیعی، ما را دچار مغالطه طبیعت‌گرایانه می‌کند، موافق بود.
راس پیامدگرایی اخلاقی جرج ادوارد مور را رد کرد. با توجه به تئوری پیامدگرایی اخلاقی یعنی آنچه مردم انجام می‌دهند با بهترین نوع آن رفتار باید سنجیده شود؛ ولی راس معتقد بود برای رسیدن به اخلاق برتر، رفتار آنها باید با توجه به تعهدات اولیه سنجیده شود که در تأیید رفتار هر فرد نقش به سزایی دارد.
در کتاب حق و باطل، راس هفت مورد از تعهدات اخلاقی را نام برد: صداقت یا وفاداری؛ جبران غرامت؛ حق‌شناسی؛ انصاف یا عدالت؛ نیکو کاری؛ بد جنس نبودن؛ و بهبود نفس خویش.

## آثار منتخب
- ۱۹۰۸: اخلاق نیکوماخوسی ترجمه دیوید رس
- ۱۹۲۳: ارسطو
- ۱۹۲۴: متافیزیک اثر ارسطو ترجمه دیوید رس
- ۱۹۲۷: عینیت ابتدایی در عدالت اخلاقی در ژورنال International Journal of Ethics
- ۱۹۳۰: حق و باطل
- ۱۹۳۶: فیزیک ارسطویی
- ۱۹۳۹: پیدایش اخلاق
- ۱۹۴۹: تجزیه و تحلیل بدیهه و استدلال ارسطویی
- ۱۹۵۱: نظریهٔ مثل افلاطون
- ۱۹۵۴: نظریهٔ اخلاق کانت